# 张沙鹰
张沙鹰（1941年—），中华人民共和国政治人物、外交官。

## 生平
1994年，接替黄士康，担任中华人民共和国驻墨西哥大使。1998年，接替王成家，担任中华人民共和国驻智利大使。2000年，接替徐贻聪，担任中华人民共和国驻阿根廷大使。2003年，由柯小刚接任。
曾任外交部拉丁美洲司司长。